# Gartenschläfer (Gattung)
Gartenschläfer (Eliomys) sind eine Säugetiergattung in der Familie Bilche mit drei Arten, die in Europa, Nordafrika und auf der Arabischen Halbinsel vorkommen.

## Merkmale
Die mittelgroßen Bilche sind vor allem durch eine auffällige Gesichtszeichnung gekennzeichnet, die aus einer mehr oder weniger deutlichen dunklen Augenmaske besteht, die sich als dunkles Band unterhalb der Ohren bis auf die Schulter zieht und mit den hellen Wangen kontrastiert. Hinzu kommt ein auffällig zweifarbiger Schwanz, bei dem die Schwanzspitze in der Regel eine andere Färbung als der restliche Schwanz aufweist. Der Schädel zeichnet sich durch eine lange und schmale Schnauze aus, weitere Kennzeichen umfassen den Aufbau der Schädelknochen, die pseudo-myomorphe Kaumuskulatur sowie die Struktur der Zähne.

## Verbreitung

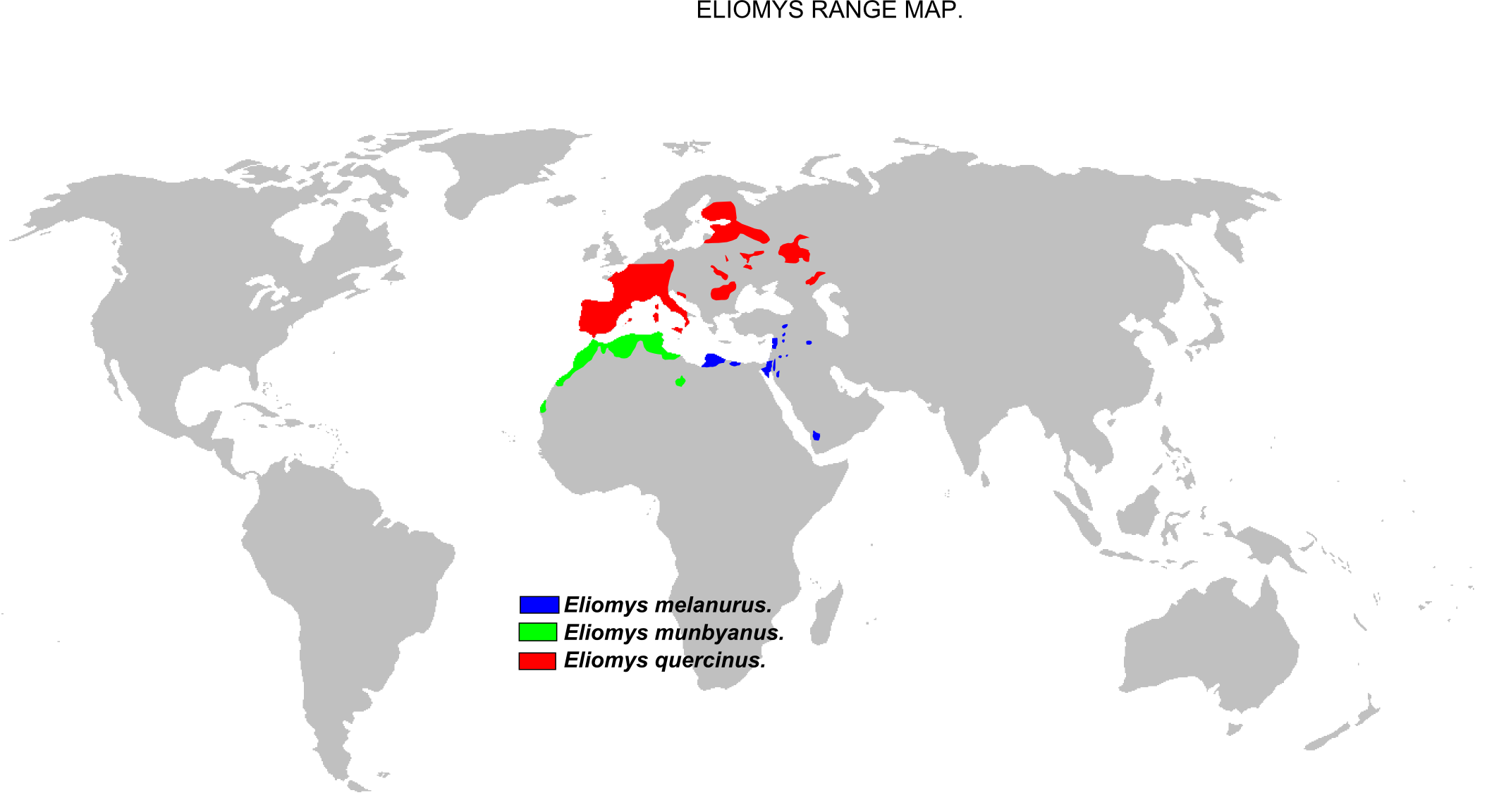
Verbreitungsgebiete der drei Arten der Gartenschläfer

Die Arten der Gartenschläfer sind im Norden Afrikas, in Europa und im Mittleren Osten verbreitet, wobei die Verbreitungsgebiete sich nicht überlappen. Der Gartenschläfer (Eliomys quercinus) lebt in einem vergleichsweise großen Gebiet, das weite Teile Europas umfasst. Der Tunesische Gartenschläfer (Eliomys munbyanus) lebt in der Maghreb-Region im nördlichen Afrika im Bereich der Mittelmeer- und nordafrikanischen Atlantikküste von Marokko bis Libyen. Das Verbreitungsgebiet des Löffelbilches (Eliomys melanurus) reicht von der nordöstlichen Mittelmeerküste Afrikas in Libyen und Ägypten über die Sinai-Halbinsel bis in die Türkei und den Irak.

## Lebensweise
Die Gartenschläfer leben primär in Bäumen und Gebüschen und sind nachtaktiv. Sie sind gute Kletterer und ernähren sich omnivor von Früchten, Samen, Insekten, Vogeleiern und kleinen Wirbeltieren. Bei niedrigen Temperaturen hält der europäische Gartenschläfer einen Winterschlaf, die anderen beiden Arten nur eine Winterruhe.

## Systematik
Die Gartenschläfer sind eine Gattung der Bilche (Gliridae), die in drei Arten vorkommt. Die wissenschaftliche Erstbeschreibung stammt von Johann Andreas Wagner aus dem Jahr 1840, der sie anhand des im Vorjahr von ihm erstbeschriebenen Löffelbilches (Eliomys melanurus) als nomenklatorischer Typus beschrieb. Innerhalb der Familie zählt die Gattung zur Unterfamilie Leithiinae mit der Gattung Baumschläfer (Dryomys) als Schwestergruppe. Die nahe Verwandtschaft wird über Merkmale der Zähne und des Schädels sowie auf der Basis molekularbiologischer Daten bestätigt.
Die drei Arten der Gattung sind:
- Gartenschläfer (Eliomys quercinus), hat zahlreiche voneinander geografisch isolierte Vorkommen in Europa.
- Löffelbilch, Orientschläfer oder Wüstenschläfer (Eliomys melanurus), bewohnt mehrere Gebiete vom nördlichen Libyen bis in die südliche Türkei und auf der Arabischen Halbinsel.
- Tunesischer Gartenschläfer (Eliomys munbyanus), kommt im nordwestlichen und nördlichen Afrika vor.

Der Löffelbilch und der Tunesische Gartenschläfer wurden zeitweise als Unterarten des Gartenschläfers angesehen. Neben diesen wurden mehrere fossile Arten beschrieben.

## Gefährdung und Schutz
In den letzten Jahrzehnten waren für den Gartenschläfer in Zentral-, Süd- und Osteuropa erhebliche Bestandsrückgänge, Arealverkleinerungen und auch regionales Aussterben zu verzeichnen. Die Gründe dafür sind unklar. Er wird deshalb von der IUCN in der Vorwarnliste geführt (near threatened). Die anderen beiden Arten gelten als ungefährdet (least concern).

## Belege
1. 1 2 3 4  Mary Ellen Holden: Genus Eliomys, Garden Dormice. In: Jonathan Kingdon, David Happold, Michael Hoffmann, Thomas Butynski, Meredith Happold, Jan Kalina (Hrsg.): Mammals of Africa. Band 3: Rodents, Hares and Rabbits. Bloomsbury, London 2013, ISBN 978-1-4081-2253-2, S. 104–105.
2. 1 2  Eliomys. In: Don E. Wilson, DeeAnn M. Reeder (Hrsg.): Mammal Species of the World. A taxonomic and geographic Reference. 2 Bände. 3. Auflage. Johns Hopkins University Press, Baltimore MD 2005, ISBN 0-8018-8221-4.
3. ↑  Mary Ellen Holden-Musser, R. Juškaitis, G.M. Musser: Genus Myomimus. In: Don E. Wilson, T.E. Lacher, Jr., Russell A. Mittermeier (Hrsg.): Handbook of the Mammals of the World. Band 6: Lagomorphs and Rodents 1. Lynx Edicions, Barcelona 2016, ISBN 978-84-941892-3-4, S. 881–883.